# مقاطعة ديكي (داكوتا الشمالية)
ديكي (بالإنجليزية: Dickey)‏ هي إحدى مقاطعات ولاية داكوتا الشمالية في الولايات المتحدة الأمريكية.